# Джорджетти, Джузеппе
Джузеппе Джорджетти (итал. Giuseppe Giorgetti; (?—после 1682) — итальянский скульптор.
Джузеппе был сыном резчика по мрамору Джованни Мариа. Дата его рождения неизвестна, как и подробности детства и обучения.
Джузеппе Джорджетти работал в мастерской своего брата Антонио, реставратора античных статуй, а в 1668 году сотрудничал с ним в создании одной из статуй («Ангел с губкой») для моста Сант-Анджело в Риме. В следующем году для семьи Барберини Джорджетти восстановил древнегреческий надгробный барельеф (хранится в Палаццо алле Куатро Фонтане); В том же году, после смерти брата (1669) Джузеппе заменил его в руководстве мастерской и в должности доверенного скульптора Барберини.
Для римского Палаццо Барберини он восстановил античную скульптуру Вакха. В 1672 году для Капеллы Святого Себастьяна в церкви Сан-Себастьяно-фуори-ле-Мура, построенной по заказу кардинала Франческо Барберини, скульптор создал мраморную скульптуру лежащей фигуры Себастьяна, пронзённого стрелами из позолоченной бронзы. Существует предположение, что в этом замечательном произведении Джузеппе использовал модель, подготовленную его братом и, возможно, рисунок Чиро Ферри, автора оформления капеллы.
Джузеппе Джорджетти поставлял модели скульпторам-ювелирам, серебряных дел мастерам для отливки из дорогих материалов. Между 1672 и 1673 годами он подготовил модели барельефных профилей святых Эвтихио и Дамазо для церкви Сан-Лоренцо-ин-Дамазо. В те же годы он работал в Веллетри в соборе Сан-Клементе, для которого создал проект главного алтаря и модели фигур святых. В 1675 году Джорджетти выполнял скульптурные работы в римской церкви Сант-Андреа-делла-Валле. Сотрудничал с Лоренцо Оттони по выполнению многочисленных заказов кардинала Франческо Барберини, в том числе по сооружению фонтана для внутреннего двора Палаццо Барберини со статуей Аполлона (1677).
В 1679 году Джорджетти и Оттони восстановили античную скульптуру «Фавна Барберини» из собрания семьи Барберини (ныне: Глиптотека (Мюнхен)). Они создали ноги, левую руку и камень, служащий ложем. Скульпторы выполнили статую папы Урбана VIII в Пезаро (не сохранилась). После смерти кардинала Барберини, покровителя художника, в 1679 году о Джорджетти не имеется исторических сведений.